# The Lovin' Spoonful
The Lovin' Spoonful sono un gruppo musicale pop rock attivo dalla metà degli anni sessanta.
Sono, assieme ai Beach Boys, The Beau Brummels e ai The Byrds, uno dei primi gruppi statunitensi che hanno cercato di contrastare la British invasion determinata dall'avvento del gruppo britannico dei Beatles.
Uno dei loro brani più conosciuti è Summer in the City, che il 13 agosto 1966 ha raggiunto la prima posizione nella classifica di Billboard Hot 100 per tre settimane, in Canada e Finlandia, la seconda in Olanda, la terza in Norvegia, la quinta in Germania e l'ottava nel Regno Unito. 
Il brano è stato incluso nel 1995 nei titoli di testa del film Die Hard - Duri a morire.
Secondo l'ex leader del gruppo, il cantante e armonicista John Sebastian, in virtù dell'essenza da jug band, la loro musica era inizialmente una risultante fra le sonorità blues di Mississippi John Hurt e il rock alla Chuck Berry.
Nel 2000 la band – che fa parte delle formazioni che si sono esibite nella trasmissione televisiva Top of the Pops – è stata inserita nella Rock and Roll Hall of Fame.
In chiusura delle loro esibizioni live i componenti del gruppo usano salutare il pubblico al grido di "Good-time music".

## Carriera
La band è stata fondata nei primi anni sessanta al Greenwich Village, nella lower Manhattan, dove il suo leader John Sebastian era nato. Sebastian, che era cresciuto a stretto contatto con cantanti e musicisti, era figlio di un virtuoso suonatore classico di armonica a bocca e sfruttò l'onda lunga del revival della musica folk statunitense che si sviluppò fra la fine degli anni cinquanta per tutti gli anni sessanta.
Sebastian, che si alternava in sessioni musicali con Tom Rush e Fred Neil, fondò il gruppo dei Lovin' Spoonful con il chitarrista di origine canadese Zal Yanovsky che suonava in un gruppo folk-bohémien, The Mugwumps, impegnato in coffee house e piccoli club (gli altri due membri del gruppo sarebbero poi confluiti nei The Mamas & the Papas). Al gruppo si unirono poi Steve Boone al basso elettrico e Joe Butler alla batteria.
Dopo qualche tentativo di passare nella scuderia di Phil Spector (che prese in considerazione l'eventualità di diventare loro produttore), firmarono un contratto con l'etichetta discografica Kama Sutra.
A differenza di molti gruppi dell'epoca (i Beatles furono in questo senso un'eccezione), i Lovin' Spoonful suonavano tutti gli strumenti durante le loro registrazioni discografiche e a fianco di poche cover molte delle canzoni incise per il loro primo album erano di loro produzione.

## Jug Band

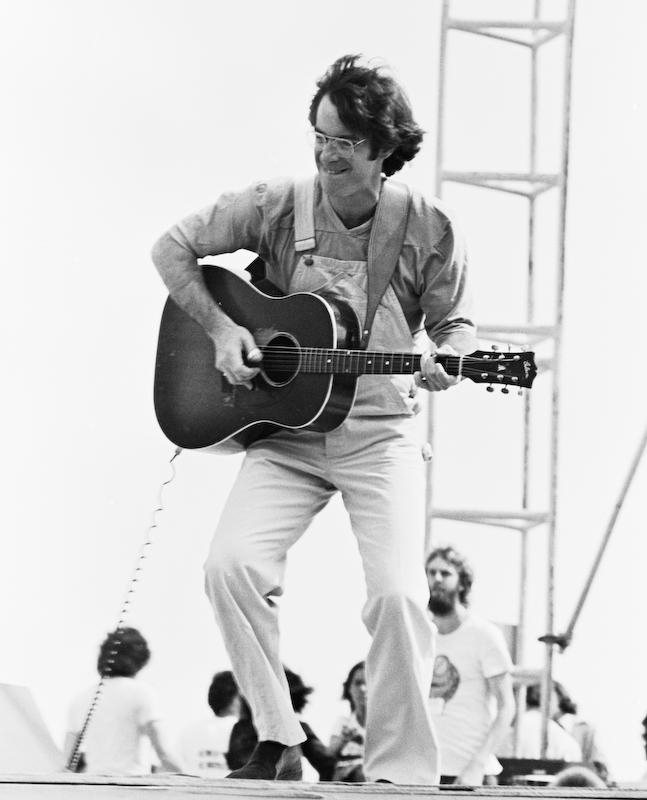
John Sebastian (1979)

A favorire l'affermazione dei Lovin' Spoonful sono stati brani di sapore folk pop divenuti hit da Top Ten quali Do You Believe in Magic, You Didn't Have to Be So Nice, e Daydream, che raggiunse la seconda posizione nella Billboard Hot 100".
Come gruppo con radici nello stile jug band, i Lovin' Spoonful riservarono al loro primo album una buona metà con standard di brani in questo stile rivisitati e modernizzati; e la loro popolarità ha contribuito ad accrescere anche quella di questa forma musicale tanto da esserne citati come esempio e fonte di ispirazione.
I successivi album presentavano invece canzoni originali anche se le radici jug band hanno sempre fatto capolino qua e là, particolarmente nel loro successo Daydream e nella meno conosciuta Money in cui una macchina per scrivere veniva usata a mo' di percussioni. Ebbero anche brani crossover, fra cui Nashville Cats, che evidenzia le sonorità tipiche di Nashville, che si posizionò all'ottavo posto nelle chart di musica country. Altri successi sono poi stati Did You Ever Have to Make Up Your Mind (secondo posto in classifica nelle vendite discografiche), Six O'Clock e Younger Girl.

## Summer in the City
L'unica loro canzone che ha raggiunto la prima posizione nella classifica Billboard Hot 100 è stata una canzone divenuta parte della colonna sonora dell'estate del 1966: Summer in the City, eseguita in diverse cover da molti artisti.
Ulteriore notorietà al gruppo è derivata dalla partecipazione di Joe Butler al posto di Jim Rado nel ruolo di Claude nella produzione a Broadway dell'opera rock Hair.
La canzone dei Lovin' Spoonful Pow! è stata impiegata come tema di apertura del primo film di Woody Allen, Che fai, rubi?, girato nel 1966.
John Sebastian ha composto la musica per il secondo film di Francis Ford Coppola Buttati Bernardo!, distribuito nello stesso anno, mentre i Lovin' Spoonful al completo hanno suonato negli altri brani che costituiscono la colonna sonora del film, compreso un altro hit, Darlin' Be Home Soon.

## Tempi recenti

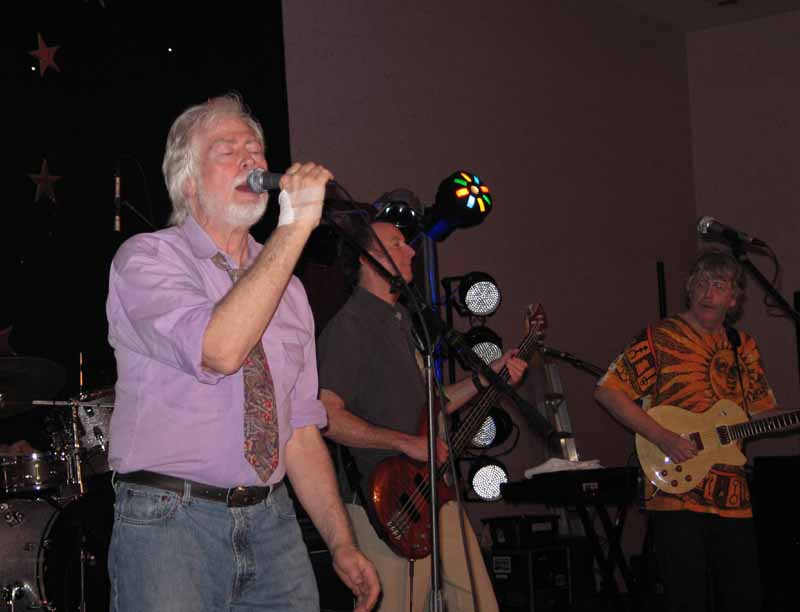
I Lovin' Spoonful nel 2008

Yanovsky lasciò il gruppo subito dopo la registrazione dell'album colonna sonora You're a Big Boy Now, distribuito nel maggio 1967, probabilmente a causa di disavventure giudiziarie legate una storia di droga (fu arrestato a San Francisco per possesso di marijuana).
Tornato in Canada, Yanovski ha aperto un ristorante divenuto poi un locale di fama internazionale, lo Chez Piggy di Kingston (Ontario). Il locale è poi passato in gestione alla figlia. Il musicista fu in seguito rimpiazzato da Jerry Yester, già componente del Modern Folk Quartet, il cui arrivo ha portato ad un mutamento nel sound della band in chiave maggiormente pop.
Anche John Sebastian lasciò il gruppo agli inizi del 1968 per proseguire la carriera solista. Dopo la sua uscita, i Lovin' Spoonful hanno realizzato alla fine di quell'anno un nuovo album, Revolution '69. Il gruppo originale è tornato poi a riunirsi, ma solo brevemente, in occasione del film di Paul Simon del 1980 One Trick Pony.
Yanovsky è morto nel 2002 e Sebastian ha fatto sapere di non far più conto sulla possibilità di suonare ancora con i restanti membri del gruppo a causa delle differenze di vedute.
Gli altri componenti del gruppo – Boone, Butler e Yester (con Butler come cantante), coadiuvati da altri due nuovi membri, Mike Arturi e Phil Smith – proseguono nei loro tour mantenendo il nome originale del gruppo.

## Nome
Il nome del gruppo dei Lovin' Spoonful è stato ispirato da alcuni versi di una canzone del cantante country-blues Mississippi John Hurt intitolata Coffee Blues. John Sebastian accredita dell'idea Fritz Richmond.

## Formazione
Formazione originale
- Steve Boone - basso
- Joe Butler - batteria
- John Sebastian (fino al 1968) - chitarra, tastiera, armonica a bocca
- Zal Yanovsky (fino al 1967) - chitarra

Formazione attuale
- Steve Boone - basso, tastiera
- Joe Butler - voce, chitarra, autoharp
- Mike Arturi - batteria
- Phil Smith - chitarra

## Discografia

### Album USA (Kama Sutra)
- 1965 – Do You Believe in Magic (Kama Sutra Records, KLP/KLPS-8050)
- 1966 – Daydream (Kama Sutra Records, KLP/KLPS-8051)
- 1966 – What's Up, Tiger Lily? (Kama Sutra Records, KLP/KLPS-8053) Colonna sonora
- 1966 – Hums of the Lovin' Spoonful (Kama Sutra Records, KLP/KLPS-8054)
- 1967 – The Best of The Lovin' Spoonful (Kama Sutra Records, KLP/KLPS-8056) Raccolta
- 1967 – You're a Big Boy Now (Kama Sutra Records, KLP/KLPS-8058) Colonna sonora
- 1967 – Everything Playing (Kama Sutra Records, KLP/KLPS-8061)
- 1968 – The Best of the Lovin' Spoonful Volume Two (Kama Sutra Records, KLP/KLPS-8064) Raccolta
- 1968 – 24 Karat Hits: A Double Dozen of All Time Best Sellers by the Lovin' Spoonful (Kama Sutra Records, KLPS-750-2) Raccolta 2 LP
- 1969 – Revelation: Revolution '69 (Kama Sutra Records, KLPS-8073)
- 1970 – John Sebastian Song Book Vol. 1 (Kama Sutra Records, KSBS 2011) Raccolta
- 1970 – The Very Best of The Lovin' Spoonful (Kama Sutra Records, KSBS 2013) Raccolta
- 1971 – Once Upon a Time (Kama Sutra Records, KSBS 2029) Raccolta

### Raccolte
(fra parentesi l'etichetta discografica e numero di catalogo)
- 1966 – What's Shakin' (Elektra Records, EUK 250) a nome artisti vari, The Lovin' Spoonful presenti in quattro brani
- 1972 – Pop Giants, Vol.2 (Brunswick Records, 2911 513) Pubblicato in Germania
- 1972 – Pop History Vol. 5: Lovin' Spoonful Featuring John Sebastian (Polydor Records, 2625 010) Pubblicato in Germania
- 1974 – More Golden Spoonful (Kama Sutra Records, 2683 042) 2 LP, pubblicato in UK
- 1974 – Golden Hour of The Lovin' Spoonful (Golden Hour Records, GH 838)
- 1974 – More Golden Spoonful - Do You Believe in Magic - Everything Playing (Kama Sutra Records, 2683 042) 2 LP, pubblicato in UK
- 1974 – This Is The Lovin' Spoonful (Kama Sutra Records, 201 713) Pubblicato in Germania
- 1976 – 22 Hits From the Incomparable Lovin' Spoonful (GRT Records, 2103-710)
- 1976 – The Best...Lovin' Spoonful (Kama Sutra Records, KSBS 2608-1)
- 1977 – The Best of The Lovin' Spoonful (Buddah Records, BDS 5706)
- 1977 – The File Series (Pye Records, FILD009)
- 1978 – Sus mayores éxitos (Buddah Records, C 7836/7) 2 LP, pubblicato in Spagna
- 1979 – Profile (Buddah Records, 6 24018 AL) Pubblicato in Germania
- 1979 – So Nice (51 West Records & Tapes, Q16023)
- 1979 – The Great Years (Mode, MD 9022) Pubblicato in Francia
- 1981 – Die weisse Serie (Buddah Records, 6 25214) Pubblicato in Germania
- 1981 – Greatest Hits (Quality Records, SV 2077) Pubblicato in Canada
- 1982 – The Pick of... Greatest Hits (Jet Records, JET -8210) Pubblicato in Canada
- 1982 – Distant Echoes (Accord Records, SN 7196)
- 1983 – Best in the West (PRT Records, DOW9) Pubblicato in UK
- 1984 – Best of The Lovin' Spoonful - Volume Two (Rhino Records, RNLP 114)
- 1984 – Hits of the Lovin' Spoonful Vol. 1 (Memory Lane Music, MLM-1033)
- 1985 – Greatest Hits (Buddah Records, 252 274-1) Pubblicato in Germania
- 1987 – Greatest Hits (Hollywood, HCD-115) Pubblicato in Canada
- 1988 – The EP Collection (See For Miles Records Ltd., SEE 229) Pubblicato in UK
- 1988 – The Lovin' Spoonful (Do You Believe in Magic?/Everything Playing) (Castle Communications, TFOLP 12) Pubblicato in UK
- 1988 – The Collection (Castle Communications, CCSLP 187) 2 LP, pubblicato in UK e Svizzera
- 1988 – All the Best of the Lovin' Spoonful (Pair Record/The Special Music Company/Buddah Records, SCD-9416)Pubblicato in UK
- 1988 – Daydreaming With The Lovin' Spoonful - 20 Greatest Hits (Bigtime, 2615302) Pubblicato in Canada
- 1989 – Summer in the City - 19 Great Songs (Movieplay S.A., MP 74003) Pubblicato in Europa
- 1990 – Anthology (Rhino Records, R2 70944)
- 1991 – A Spoonful Of Soundtracks (What's Up Tiger Lily ? / You 're A Big Boy Now) (Repertoire Records, RR 4115-WZ) Pubblicato in Germania
- 1991 – Greatest Hits of The Lovin' Spoonful (Mammoth, MMCD 5736) Pubblicato nei Paesi Bassi
- 1991 – Spotlight (Sonet, SPCD-60) Pubblicato in Scandinavia
- 1994 – Summer in the City (K Point Gold, 1621.1014-2)
- 1995 – Summer In The City (From The Original Motion Picture Soundtrack Die Hard With A Vengeance) (RCA/BMG Records, 74321 28803 2) Pubblicato in Europa
- 1995 – Do You Believe in Magic/Hums (Kama Sutra Records, 75517 49500 2)
- 1996 – French 60's EP Collection (Magic Records, 517 782) Pubblicato in Francia
- 1997 – Do You Believe in Magic & Other Hits (Rhino Flashback Records, R2 72694)
- 1997 – Summer in the City (Collectables Records, COL-CD-9420)
- 1997 – Collector's Edition Volume 1 (Platinum Disc Corporation, DRC1-1471)
- 1997 – Collector's Edition Volume 2 (Platinum Disc Corporation, DRC1-1472)
- 1997 – Collector's Edition Volume 3 (Platinum Disc Corporation, DRC1-1473)
- 1998 – The Lovin' Spoonful Greatest Hits (Delta Music Inc., 46 001)
- 1998 – The Very Best of the Lovin' Spoonful (Camden/BMG/Buddah Records, 74321 558492) Pubblicato in Europa
- 1998 – The Collection (BMG Records, 74321 56925 2) Pubblicato in Brasile
- 1998 – The Best of The Lovin' Spoonful (BMG Japan, BVCM-2603) Pubblicato in Giappone
- 2000 – Greatest Hits (Buddha Records, 74465 99716 2)
- 2001 – The Best of the Lovin' Spoonful (Paradiso, PA771/2) Pubblicato in Belgio
- 2003 – Platinum & Gold Collection (Buddah Records, 82876 55162 2)
- 2004 – The Very Best of the Lovin' Spoonful (BMG Records, 82876 637252) Pubblicato in UK
- 2005 – Lovin' You (BCI Music, 41143)
- 2006 – Singles A's & B's (Repertoire Records, REP 5055) Pubblicato in Germania

### Singoli USA
- 1965 – Do You Believe in Magic/On the Road Again (Kama Sutra Records, KA 201)
- 1965 – You Didn't Have to Be So Nice/My Gal (Kama Sutra Records, KA 205)
- 1966 – Daydream/Night Owl Blues (Kama Sutra Records, KA 208)
- 1966 – Did You Ever Have to Make Up Your Mind?/Didn't Want to Have to Do It (Kama Sutra Records,  KA 209)
- 1966 – Baldheaded Lena/On the Road Again (Kama Sutra Records, 618 006) Pubblicato in Svezia
- 1966 – Summer in the City/Butchie's Tune (Kama Sutra Records, KA 211)
- 1966 – Rain on the Roof/POW (Kama Sutra Records, KA 216)
- 1966 – Nashville Cats/Full Measure (Kama Sutra Records, KA 219)
- 1966 – Good Time Music/Almost Grown (Disques Vogue, HV 2063) Pubblicato nei Paesi Bassi
- 1967 – Don't Bank on It, Baby/Searchin' (Disques Vogue, HV 2064) Pubblicato nei Paesi Bassi
- 1967 – Darling Be Home Soon/Darlin' Companion (Kama Sutra Records, KA 220)
- 1967 – Six O'Clock/You're a Big Boy Now (The Finale) (Kama Sutra Records, KA 225)
- 1967 – You're a Big Boy Now/Lonely (Amy's Theme) (Kama Sutra Records, KA 231)
- 1967 – She Is Still a Mystery/Only Pretty, What a Pity (Kama Sutra Records, KA 239)
- 1967 – Money/Close Your Eyes (Kama Sutra Records, 241)
- 1968 – Never Going Back/Forever (Kama Sutra Records, KA 250)
- 1968 – (Till I) Run with You/Revelation: Revolution '69 (Kama Sutra Records, KA 251)
- 1969 – Me About You/Amazing Air (Kama Sutra Records, KA 255)
- 1970 – Younger Generation/Boredom (Kama Sutra Records, KA 505)
- 1972 – Summer in the City/You and Me and Rain On the Roof (Kama Sutra Records, KA 551)

## Media
- The Fingerpicking Blues of Mississippi John Hurt: A Spoonful of Classic Songs taught by John Sebastian and Happy Traum, DVD. Homespun Videos. July 2004. ASIN B0002KWSJ4